# Philemon Dickinson
Philemon Dickinson, ameriški odvetnik, general in politik, * 5. april 1739, Maryland, † 4. februar 1809.